# Jetour X50
Der Jetour X50 ist ein Sport Utility Vehicle der chinesischen Automobilmarke Jetour, das ausschließlich in Russland angeboten wird.

## Geschichte
Vorgestellt wurde das Fahrzeug im Juli 2024 auf einer Messe für chinesische Autos in Moskau. Die Markteinführung erfolgte im Oktober 2024. Es gibt die drei Ausstattungsvarianten Comfort, Elite und Luxury.

## Technische Daten
Der X50 ist mit einer Länge von 4,40 Metern das kleinste Fahrzeug in der Modellpalette von Jetour. Technisch basiert er auf einem Fahrzeug von Soueast. Die Vorderräder sind an MacPherson-Federbeinen aufgehängt, hinten ist eine Mehrlenkerachse verbaut. Der Kofferraum fasst 398 Liter, nach Umklappen der Rücksitzbank sind es maximal 1262 Liter.
Angetrieben wird das SUV entweder von einem 1,5-Liter-Ottomotor mit maximal 83 kW (113 PS) oder einem aufgeladenen 1,5-Liter-Ottomotor mit maximal 108 kW (147 PS). Der schwächere Motor ist an ein 5-Gang-Schaltgetriebe, der stärkere Motor an ein 6-Gang-Doppelkupplungsgetriebe gekoppelt. Beide Versionen haben Vorderradantrieb.
|                                            | 1.5 MPI               | 1.5 Turbo                      |
| ------------------------------------------ | --------------------- | ------------------------------ |
| Bauzeitraum                                | seit 10/2024          | seit 10/2024                   |
| Motorkenndaten                             |                       |                                |
| Motorart                                   | Ottomotor             | Ottomotor                      |
| Motorbauart                                | R4                    | R4                             |
| Motoraufladung                             | —                     | Turbolader                     |
| Verdichtungsverhältnis                     | 11,0 : 1              | 9,5 : 1                        |
| Hubraum                                    | 1499 cm³              | 1498 cm³                       |
| max. Leistung bei min−1                    | 83 kW (113 PS) / 6150 | 108 kW (147 PS) / 5500         |
| max. Drehmoment bei min−1                  | 138 Nm / 4000         | 210 Nm / 1750–4000             |
| Kraftübertragung                           |                       |                                |
| Antrieb                                    | Vorderradantrieb      | Vorderradantrieb               |
| Getriebe                                   | 5-Gang-Schaltgetriebe | 6-Gang-Doppelkupplungsgetriebe |
| Messwerte                                  |                       |                                |
| Leergewicht                                | 1448 kg               | 1485 kg                        |
| Höchstgeschwindigkeit                      | 160 km/h              | 185 km/h                       |
| Beschleunigung, 0–100 km/h                 | 15,3 s                | 11,1 s                         |
| Kraftstoffverbrauch auf 100 km, kombiniert | 7,3 l Super           | 7,3 l Super                    |
| Tankinhalt                                 | 45 l                  | 45 l                           |
| Abgasnorm                                  | Euro 6                | Euro 6                         |